# Rio Capanema
Der Rio Capanema ist ein 197 km langer linker Nebenfluss des Rio Iguaçu im Südwesten des brasilianischen Bundesstaats Paraná.

## Etymologie
Der Begriff Capanema stammt aus dem Tupi-Guarani und bedeutet so viel wie „schlechter Busch“, in dem es keine Jagd gibt. Laut dem Dicionário Mor da Língua Portuguesa bedeutet er „Flüssigkeit, die Ameisen vertilgt“.
Der Name wurde zu Ehren des österreichisch-brasilianischen Naturwissenschaftlers und Ingenieurs Wilhelm Schüch, Baron von Capanema, gewählt, der der Organisator und erste Direktor der Telegraphen in Brasilien war. Er hatte an der Lösung des Konflikts zwischen Brasilien und Argentinien im Streit um das Gebiet von Palmas als Mitglied der brasilianischen Verhandlungsdelegation mitgewirkt. Die Questão de Palmas wurde 1895 endgültig durch Vermittlung von US-Präsident Grover Cleveland zu Gunsten von Brasilien geklärt.
Er hatte auch die Formicida Capanema (Ameisenbekämpfungsmittel) erfunden, das bis Anfang des 20. Jahrhunderts vermarktet wurde. Dieses erfolgreiche Produkt wurde Namensgeber bei seiner Erhebung in den Adelsstand.

## Geschichte
In den 1950er Jahren begann die Besetzung und Kolonisierung des Capanema-Tals durch Siedler aus dem Süden Brasiliens. Es hatten sich bereits viele Familien als Posseiros (deutsch: legale Landbesetzer) auf diesem Land niedergelassen und bearbeiteten das Land.
Jagunços (Revolverhelden, bewaffnete Landhüter) der Clevelândia Industrial Territorial Ltda. (CITLA) kämpften hartnäckig mit den Posseiros (deutsch: legale Landbesetzer). Die Region wurde ab 1955 zum Schauplatz eines Siedleraufstands (Revolta dos Colonos). Der Konflikt entzündete sich an einem Rechtsstreit um den Besitz an Ländereien der Gleba Missões und eines Teils der Gleba Chopim. Die Bundesregierung führte über die Colônia Agrícola Nacional General Osório (Cango) ein Kolonisierungsprojekt in der Region durch und ermutigte Menschen aus Rio Grande do Sul und Santa Catarina, die Region zu besiedeln. Die von Privatpersonen gegründete Kolonisierungsgesellschaft Clevelândia Industrial e Territorial Ltda (CITLA) siedelte sich ebenfalls in dem Gebiet an, und zwar als Erbin des Bodens als Ergebnis eines langwierigen Gerichtsverfahrens. Der Konflikt um den Landbesitz erstreckte sich über die heutigen Gemeinden Capanema, Dois Vizinhos, Francisco Beltrão, Pato Branco, Pranchita, Santo Antônio do Sudoeste und Verê. Er endete mit dem Sieg der Landbesetzer, die ihren Besitz ab 1962 beurkunden ließen.

## Geografie
Es ist ein Fluss mit schlammigem Wasser, voller Sedimente. Sein Verlauf ist sehr kurvenreich, eingebettet zwischen Basalttälern, mit wenigen Bauernhöfen in der Umgebung. Er ist kaum belastet und zum Baden geeignet. Seine Gewässer werden als Erholungsgebiet genutzt.

### Lage
Das Einzugsgebiet des Rio Capanema befindet sich auf dem Terceiro Planalto Paranaense (Dritte oder Guarapuava-Hochebene von Paraná).

### Verlauf
Sein Quellgebiet liegt im Munizip Bom Jesús do Sul auf 562 m Meereshöhe an den Ausläufern der Serra do Capanema etwa 5 km südlich der Ortschaft Bom Jesús do Sul in der Nähe der Grenze zum Munizip Barracão.
Der Fluss verläuft in nördlicher Richtung. Es ist ein Fluss mit schlammigem Wasser, voller Sedimente. Sein Verlauf ist sehr kurvenreich, eingebettet zwischen Basalttälern, mit wenigen Landwirtschaftsbetrieben in der Umgebung, sehr sauber und zum Baden geeignet. Seine Gewässer werden als Erholungsgebiet genutzt.
Er fließt zwischen den Munizipien Realeza und Capanema von links in den Rio Iguaçu. Der Rio Iguaçu wird flussabwärts vom Staudamm des Wasserkraftwerks Baixo Iguaçu auf eine Höhe von 258 m aufgestaut.
Die Entfernung zwischen Ursprung und Mündung beträgt 80 km.

### Munizipien im Einzugsgebiet
Die Liste der Munizipien umfasst nach dem Quellort Bom Jesús do Sul:
- rechts: Salgado Filho, Pinhal de São Bento, Ampére, Realeza
- links: Santo Antônio do Sudoeste, Pranchita, Bela Vista da Caroba, Pérola d’Oeste, Planalto, Capanema[5]

### Zuflüsse
Die wichtigsten der Nebenflüsse sind:
- links: Rio Lajeado Grande, Rio Jaboti, Rio Waldomeira, Rio Alegre, Rio Mico, Rio Lajeado dos Porcos, Rio Lajeado Lindo
- rechts: Rio das Águas, Rio Tamanduá, Rio Pinhalito, Rio Quinze de Novembro, Rio Maximino, Rio Sanga Fonte Bela, Água das Pulgas, Rio Ampére[5]